# Scarmagno - Torre Canavese (morena destra d'Ivrea)
Scarmagno - Torre Canavese (morena destra d'Ivrea) este o arie protejată (arie specială de conservare — SAC, sit de importanță comunitară — SCI) din Italia întinsă pe o suprafață de 1.876 ha, integral pe uscat.

## Localizare
Centrul sitului Scarmagno - Torre Canavese (morena destra d'Ivrea) este situat la coordonatele 45°22′05″N 7°48′53″E / 45.368056°N 7.814722°E.

## Înființare
Situl Scarmagno - Torre Canavese (morena destra d'Ivrea) a fost declarat sit de importanță comunitară în septembrie 1995 pentru a proteja 6 specii de animale. Situl a fost protejat și ca arie specială de conservare în februarie 2017.

## Biodiversitate
Situată în ecoregiunea continentală, aria protejată conține 4 habitate naturale: Fânețe de joasă altitudine (Alopecurus pratensis, Sanguisorba officinalis), Păduri de Castanea sativa, Păduri aluvionare cu Alnus glutinosa și Fraxinus excelsior (Alno-Padion, Alnion incanae, Salicion albae), Păduri de stejar sau de stejar și carpen sub-atlantice și medio-europene de Carpinion betuli.
La baza desemnării sitului se află mai multe specii protejate:
- păsări (1): sfrâncioc roșiatic (Lanius collurio)
- amfibieni (2): Pelobates fuscus insubricus, Triturus carnifex
- mamifere (2): liliac cărămiziu (Myotis emarginatus), liliac comun (Myotis myotis)
- nevertebrate (1): rădașcă (Lucanus cervus)

Pe lângă speciile protejate, pe teritoriul sitului au mai fost identificate 1 specie de plante, 3 specii de amfibieni, 7 specii de mamifere, 1 specie de nevertebrate, 5 specii de reptile.